# Aeschynanthus leptocladus
Aeschynanthus leptocladus là một loài thực vật có hoa trong họ Tai voi. Loài này được C.B.Clarke mô tả khoa học đầu tiên năm 1883.